# Mesosetum wrightii
Mesosetum wrightii är en gräsart som beskrevs av Albert Spear Hitchcock. Mesosetum wrightii ingår i släktet Mesosetum och familjen gräs. Inga underarter finns listade i Catalogue of Life.